# Кологривово
Кологривово — село в Новодеревеньковском районе Орловской области России. 
Входит в Глебовское сельское поселение в рамках организации местного самоуправления и в Глебовский сельсовет в рамках административно-территориального устройства.

## География
Расположено в 30 км к северо-востоку от райцентра, посёлка городского типа Хомутово, и в 120 км к востоку от центра города Орёл.

## Население
| 2002 | 2010 |
| ---- | ---- |
| 286  | ↘152 |

Согласно результатам переписи 2002 года, в национальной структуре населения русские составляли 88 % от жителей.